# Otis Redding in Person at the Whisky A Go-Go
Otis Redding in Person at the Whisky A Go-Go è un album live di Otis Redding, pubblicato dalla ATCO Records nel 1968. Il disco fu registrato dal vivo nella primavera del 1966 al Whisky A Go Go di Los Angeles (California).

## Tracce
Lato A
1. I Can't Turn You Loose – 4:43 (Otis Redding)
2. Pain in my Heart – 2:11 (Naomi Neville)
3. Just One More Day – 5:07 (Otis Redding, Steve Cropper, McEvoy Robinson)
4. Mr. Pitiful – 2:07 (Otis Redding, Steve Cropper)
5. (I Can't Get No) Satisfaction – 4:36 (Mick Jagger, Keith Richards)

Lato B
1. I'm Depending on You – 3:01 (Otis Redding)
2. Any Ole Way – 2:34 (Otis Redding, Steve Cropper)
3. These Arms of Mine – 3:54 (Otis Redding)
4. Papa's Got a Brand New Bag – 4:38 (James Brown)
5. Respect – 1:59 (Otis Redding)

## Formazione
- Otis Redding - voce
- Katie Webster - tastiera, pianoforte
- James Young - chitarra
- Ralph Stewart - basso
- Elbert Woodson - batteria
- Sammy Coleman - tromba
- John Farris - tromba
- Clarence Johnson Jr. - trombone
- Robert Holloway - sassofono tenore
- Robert Pittman - sassofono tenore
- Donald Henry - sassofono tenore
- Albrisco Clark - sassofono tenore